# 笑ケース100
『笑ケース100』（しょうケースひゃく）は、1992年10月13日から1994年9月20日までTBS系列で放送されたミニ番組。

## 概要
コンビニエンスストアの店員と、そこの利用者（いわゆる来店客）とのやり取りを、コメディータッチで描いたミニドラマ。コンビニエンスストアチェーンローソンの一社提供であった。
タイトルはコンビニエンスストアにあるショーケースと呼ばれる飲料やファストフードを陳列する棚（ショーケース）と、コメディー（お笑い）をかけたもので、さらにこれを100秒（1分40秒）で描くというコンセプトから「100」というタイトルが加えられている。
番組は東日本エリア（静岡放送、チューリップテレビより東の地域）はTBSが制作した『笑ケース100east』（しょうケースひゃくイースト）、西日本エリア（中部日本放送、北陸放送より西の地域）では毎日放送が制作した『笑ケース100west』（しょうケースひゃくウエスト）というタイトルで放送された。番組のコンセプトとスポンサーは同一だったが、出演者や細かい内容は全く異なっていた（いわゆる企画ネット番組である）。

## 放送時間
- 原則として火曜21:54 - 22:00（JST）
  - ただし2時間以上の特番が編成された際は、繰り下げるか休止するかのどちらかとなり、特に春秋改編期や年末年始時はほとんど休止していた。

## 出演者
- 清水圭
- 和泉修
- ギリギリガールズ

『笑ケース100west』（しょうケースひゃくウエスト）の登場人物。
- ホンジャマカ
- 渡辺正行
- バカルディ（現:さまぁ〜ず）
- ピンクの電話

『笑ケース100east』（しょうケースひゃくイースト）の登場人物の内ホンジャマカとバカルディはフジテレビ制作のコント番組『大石恵三』に出演していた。

## ネット局
- 『笑ケース100east』
  - 東京放送（現：TBSテレビ） - 北海道放送、東北放送、テレビユー福島、新潟放送、信越放送、静岡放送、チューリップテレビ
- 『笑ケース100west』
  - 毎日放送 - 中部日本放送（現：CBCテレビ）、北陸放送、山陽放送（現：RSK山陽放送）、中国放送、テレビ山口、あいテレビ、RKB毎日放送、熊本放送、大分放送、長崎放送、南日本放送

## 類似趣旨番組
- ナニキル?天気予報（TBSテレビ）
- どれ☆きよ天気予報（毎日放送）

いずれもファッションセンターしまむらが1社提供していたもので、前者が2010年4月から、後者が2011年4月から、それぞれ2012年9月まで火曜日に放送していた。こちらは関東・関西地区のみ放送であり、しまむらで販売されているアパレルを使ったコーディネイトを紹介しつつ翌日の天気予報を伝えるというもので、これも事実上企画ネットだった。
| TBS 火曜21:54 - 22:00枠                                           | TBS 火曜21:54 - 22:00枠                             | TBS 火曜21:54 - 22:00枠 |
| 前番組                                                            | 番組名                                              | 次番組                  |
| ----------------------------------------------------------------- | --------------------------------------------------- | ----------------------- |
| ギミア・ぶれいく （21:00 - 22:54） 【ここまでネットセールス枠】   | 笑ケース100east 【当番組よりローカルセールス枠】    | 少年時代                |
| 毎日放送 火曜21:54 - 22:00枠                                      |                                                     |                         |
| ギミア・ぶれいく （21:00 - 22:54） 【同上】 【ここまでTBS制作枠】 | 笑ケース100west 【同上】 【ここから毎日放送制作枠】 | -                       |